# Leptodermis lanceolata
Leptodermis lanceolata är en måreväxtart som beskrevs av Nathaniel Wallich. Leptodermis lanceolata ingår i släktet Leptodermis och familjen måreväxter. Inga underarter finns listade i Catalogue of Life.